# Bradytriton silus
Bradytriton silus é uma espécie de salamandra da família Plethodontidae. É a única espécie do género Bradytriton.
É endémica da Guatemala.
Os seus habitats naturais são: regiões subtropicais ou tropicais húmidas de alta altitude.
Está ameaçada por perda de habitat.